# توليو كوينتيروس
توليو كوينتيروس هو لاعب كرة قدم إكوادوري في مركز الوسط، ولد في 4 أبريل 1963 في إسمرالداس في الإكوادور. لعب مع نادي برشلونة.

## وصلات خارجية
- توليو كوينتيروس على موقع ناشيونال فوتبول تيمز (الإنجليزية)